# جون ماينارد سميث
جون ماينارد سميث (بالإنجليزية: John Maynard Smith)‏ عالم أحياءٍ تطورية ووراثة بريطاني، وُلِد في 6 كانون الثاني/يناير في عام 1920 وتوفي في 19 نيسان/أبريل في عام 2004. عُرِف سميث في الأصل كمهندس طيران أثناء الحرب العالمية الثانية، وحصل على شهادةٍ ثانيةٍ في علم الوراثة بإشراف عالم الأحياء المعروف جون بوردون ساندرسون هالداين. ساهم ماينارد سميث في تطبيق نظرية الألعاب على التطور مع جورج روبرت برايس ووضع نظرياته في مشاكل أخرى مثل تطور الجنس ونظرية الإشارات.

## السيرة الذاتية

### السنوات المبكرة
وُلِد جون ماينارد سميث في لندن وهو ابن الجراح سيدني ماينارد سميث. انتقلت عائلته بعد وفاة والده في عام 1928 إلى إكسمور حيث أصبح مهتمًا بالتاريخ الطبيعي. لم يُعجب سميث بمستوى التعليم العلمي الرسمي في كلية إيتون فوضع على كاهله مسؤولية زيادة الاهتمام بالنظرية التطورية الداروينية والرياضيات حيث بدأ من مكتبة المدرسة بقراءة كتبٍ تتضمن أعمال العالم هالداين الذي لم تكن كتبه محببةً بسبب سمعته كشيوعي على الرغم من أنه درس في نفس الكليّة.
انضم ماينارد سميث إلى الحزب الشيوعي لبريطانيا العظمى عند دخوله الجامعة، وبدأ دراسة الهندسة في كلية ترينتي كامبريدج. اندلعت الحرب العالمية الثانية في عام 1939 فتحدى سميث خط حزبه وتطوع للخدمة ولكنه رُفِض بسبب ضعف بصره ولأنه طُلِب منه أن ينهي دراسته في كلية الهندسية وهذا ما فعله في عام 1941.
سخر سميث فيما بعد من عدم قبوله في الجيش وقال: «لقد كان ضعف البصر لديَّ ميزةً انتقائية في ظل هذه الظروف حيث منعني من التعرّض للرصاص». تزوج سميث من شيلا ماثيو بعد تخرّجه وأنجبا ولدين وابنة واحدة وهم طوني وكارول وجوليان. استعمل سميث شهادته الجامعية بين عامي 1942 و 1947 في مجال تصميم الطائرات العسكرية.

### الشهادة الثانية
لم يُعجب سميث بمجال الطائرات حيث وصفها بأنها صاخبة وقديمة الطراز فحوّل مجال اهتمامه إلى علم الوراثة ودرس علم وراثة ذبابة الفاكهة في جامعة كوليدج لندن في بريطانيا. أصبح سميث محاضرًا في علم الحيوان بجامعة كاليفورنيا في لوس أنجلوس بعد تخرّجه، واستمر في العمل هناك منذ عام 1952 حتى عام 1965.
أصبح سميث تدريجيًا أقل انجذابًا للشيوعية وخفَّ نشاطه كعضوٍ فيه حتى قرر تركه نهائيًا في عام 1956 كالعديد من المثقفين الآخرين وخاصةً بعد أن قمع الاتحاد السوفييتي الثورة الهنغارية بوحشية وترك هالداين له في عام 1950 بعد أن خاب أمله لنفس السبب.

### جامعة ساسكس
كان سميث أحد الأعضاء المؤسسين لجامعة ساسكس البحثية البريطانية في عام 1962، وكان عميدًا لها من عام 1965 حتى عام 1985 ثم أصبح أستاذًا فخريًا. تغيّر اسم المبنى الذي يضم الكثير من علوم الحياة في جامعة ساسكس إلى مبنى جون ماينارد سميث تكريمًا له.

### التطور ونظرية الألعاب
صمم ماينارد سميث مفهومًا مركزيًا في نظرية الألعاب التطورية أطلق عليه إستراتيجية الاستقرار التطوري استنادًا إلى حجة شفهية لجورج روبرت برايس في عام 1973. توِّج هذا المجال بالبحث في كتابه «التطور ونظرية الألعاب» في عام 1982.
انتُخب سميث زميلًا في الجمعية الملكية في عام 1977، وحصل على وسام داروين في عام 1986.

### تطور الجنس وتحولات رئيسية أخرى في التطور
نشر ماينارد سميث كتابًا بعنوان «تطور الجنس»، وأصبح خلال أواخر الثمانينات من القرن العشرين مهتمًا أيضًا بالتحولات التطورية الرئيسية مع عالم الأحياء التطورية"Eörs Szathmáry". كتب العالمان معًا كتابًا مؤثرًا بعنوان «التحولات الرئيسية في التطور» في عام 1995 وهو عملٌ أساسي لا يزال يساهم في القضايا المستمرة في البيولوجيا التطورية. نُشرت نسخة علمية شهيرة من الكتاب بعنوان «أصول الحياة: من ولادة الحياة إلى أصل اللغة» في عام 1999.
حصل سميث في عام 1991 على جائزة بلزان لعلم الوراثة والتطور لتحليله القوي للنظرية التطورية ودور التكاثر الجنسي كعاملٍ حاسم في التطور وفي بقاء الأنواع، ولنماذجه الرياضية التي تطبّق نظرية الألعاب على المشكلات التطورية".

### إشارات الحيوانات
نُشِر كتاب سميث الأخير حول نظرية الإشارة بعنوان «إشارات الحيوانات» حيث شارك في تأليفه ديفيد هاربر في عام 2003.

### الوفاة
توفي سميث في منزله في لويس الواقعة في شرق ساسكس في 19 نيسان/أبريل في عام 2004 نتيجة إصابته بورم الظهارة المتوسطة.

## الجوائز والزمالات
- زميل الجمعية الملكية (1977)
- وسام داروين (1986)
- وسام فرينك (1990)
- جائزة بلزان (1991)
- الميدالية الملكية (1997)
- جائزة كارفورد (1999)
- وسام كوبلي (1999)
- جائزة كيوتو (2001)
- جائزة داروين والاس (2008)

## روابط خارجية
- جون ماينارد سميث على موقع IMDb (الإنجليزية)
- جون ماينارد سميث على موقع إن إن دي بي (الإنجليزية)